# The Best of Dreams
『The Best Of Dreams』（ザ・ベスト・オブ・ドリームス）は、1990年8月1日に発売されたレベッカのベスト・アルバム。

## 構成
活動休止後の作品で、再開しないままに翌年解散を発表したため、結果的には活動全期からの選曲となっている。収録曲の「ウェラム・ボートクラブ」と「ラブ イズ Cash」はシングル・ヴァージョン、「ヴァージニティー」「LITTLE ROCK」は新たなリミックス、「RASPBERRY DREAM」「SUPER GIRL」は未発表ミックスで収録されている。
初回プレス盤のみ紙箱BOX仕様、フォトブックレットが封入されている。

## 批評
| 専門評論家によるレビュー | 専門評論家によるレビュー |
| レビュー・スコア         | レビュー・スコア         |
| 出典                     | 評価                     |
| ------------------------ | ------------------------ |
| CDジャーナル             | 肯定的                   |

CDジャーナルは、「アルバムのそこここに散らばった『メモリー』が悲しい。ライヴで欠かせなかったあの曲この曲が整頓され、目の前に提出されている。」と批評した上で、「やはりただのビッグ・ネームに終わらない優れたバンドだった。」と肯定的に評価している。

## 収録曲
| 全編曲: レベッカ。 |                                            |                      |            |       |
| #                  | タイトル                                   | 作詞                 | 作曲       | 時間  |
| 1.                 | 「ウェラム・ボートクラブ」(Single Version) | 木暮武彦・有川正沙子 | 木暮武彦   | 4:06  |
| 2.                 | 「ヴァージニティー」(New Remix)            | 宮原芽映             | 土橋安騎夫 | 4:38  |
| 3.                 | 「ラブ イズ Cash」                         | NOKKO・沢ちひろ      | 土橋安騎夫 | 4:26  |
| 4.                 | 「フレンズ」                               | NOKKO                | 土橋安騎夫 | 4:32  |
| 5.                 | 「プライベイト・ヒロイン」                 | NOKKO・沢ちひろ      | 土橋安騎夫 | 4:30  |
| 6.                 | 「ボトムライン」                           | NOKKO                | 土橋安騎夫 | 5:00  |
| 7.                 | 「Maybe Tomorrow」                         | NOKKO                | 土橋安騎夫 | 5:29  |
| 8.                 | 「RASPBERRY DREAM」(Straight Remix)        | NOKKO                | 土橋安騎夫 | 4:41  |
| 9.                 | 「WHEN A WOMAN LOVES A MAN」               | NOKKO                | 土橋安騎夫 | 4:33  |
| 10.                | 「CHEAP HIPPIES」                          | NOKKO                | 土橋安騎夫 | 4:12  |
| 11.                | 「MONOTONE BOY」                           | 松本隆               | 土橋安騎夫 | 4:25  |
| 12.                | 「MOON」                                   | NOKKO                | 土橋安騎夫 | 4:46  |
| 13.                | 「SUPER GIRL」(Straight Remix)             | NOKKO                | 土橋安騎夫 | 4:57  |
| 14.                | 「LITTLE ROCK」(New Remix)                 | NOKKO                | 土橋安騎夫 | 5:15  |
| 合計時間:          | 合計時間:                                  | 合計時間:            | 合計時間:  | 65:30 |